# Chantal Ouoba
Chantal Ruth Ouoba (* 2. September 1975) ist eine ehemalige burkinische Leichtathletin, die sich auf den Dreisprung spezialisiert hat, aber auch im Weitsprung an den Start ging.

## Sportliche Laufbahn
Erste internationale Erfahrungen sammelte Chantal Ouoba im Jahr 1994, als sie bei den erstmals ausgetragenen Juniorenafrikameisterschaften in Algier mit einer Weite von 11,96 m die Silbermedaille im Dreisprung gewann und im Weitsprung mit 5,39 m den vierten Platz belegte. 1995 nahm sie erstmals an der Sommer-Universiade in Fukuoka teil und schied dort im Weitsprung mit 5,64 m in der Qualifikation aus und wurde im Dreisprung mit 12,46 m Elfte. Zudem gewann sie bei den Juniorenafrikameisterschaften in Bouaké mit 11,99 m erneut die Silbermedaille. 1996 qualifizierte sie sich im Dreisprung für die Olympischen Spiele in Atlanta, bei denen sie mit 12,40 m aber nicht das Finale erreichte. Im Jahr darauf erreichte sie bei den Spielen der Frankophonie in Antananarivo mit einer Weite von 12,82 m Rang sechs und 1999 wurde sie bei den Afrikaspielen in Johannesburg mit 12,85 m Fünfte. Kurz zuvor schied sie bei der Sommer-Universiade in Palma mit 12,15 m in der Qualifikation aus. Im Jahr 2001 stellte sie in Ouagadougou mit 13,63 m einen neuen Landesrekord auf und belegte anschließend bei den Spielen der Frankophonie in Ottawa mit 13,10 m den sechsten Platz und beendete hiermit im Alter von 25 Jahren ihre Karriere als Leichtathletin.

## Persönliche Bestleistungen
- Weitsprung: 6,33 m, 22. April 2001 in Dakar
- Dreisprung: 13,63 m (+1,3 m/s), 20. Mai 2001 in Ouagadougou (burkinischer Rekord)